# Памятник Тарасу Шевченко (Энкарнасьон)
Памятник Тарасу Шевченко (укр. Пам'ятник Тарасові Шевченку) — монумент, воздвигнутый в честь украинского поэта, прозаика, художника и этнографа Тараса Григорьевича Шевченко в городе Энкарнасьон на юго-востоке Парагвая.

## История
Бюст Тарасу Шевченко открыт во время проведения Недели украинского искусства и культуры в Энкарнасьоне 15 ноября 1976 года.
Президент Альфредо Стресснере открывал бюст на площади Плаза де Армас в присутствии гостей не только из Парагвая, а также из украинских обществ Аргентины, Бразилии, США и Канады. Важную роль в проведении культурного мероприятия и открытия памятника сыграла организация «Просвита». На пьедестале написано:
Величайший поэт и национальный пророк Украины